# Coelocorynus emalianus
Coelocorynus emalianus är en skalbaggsart som beskrevs av Franz Antoine 2003. Coelocorynus emalianus ingår i släktet Coelocorynus och familjen Cetoniidae. Inga underarter finns listade i Catalogue of Life.